# Радж, Сушма

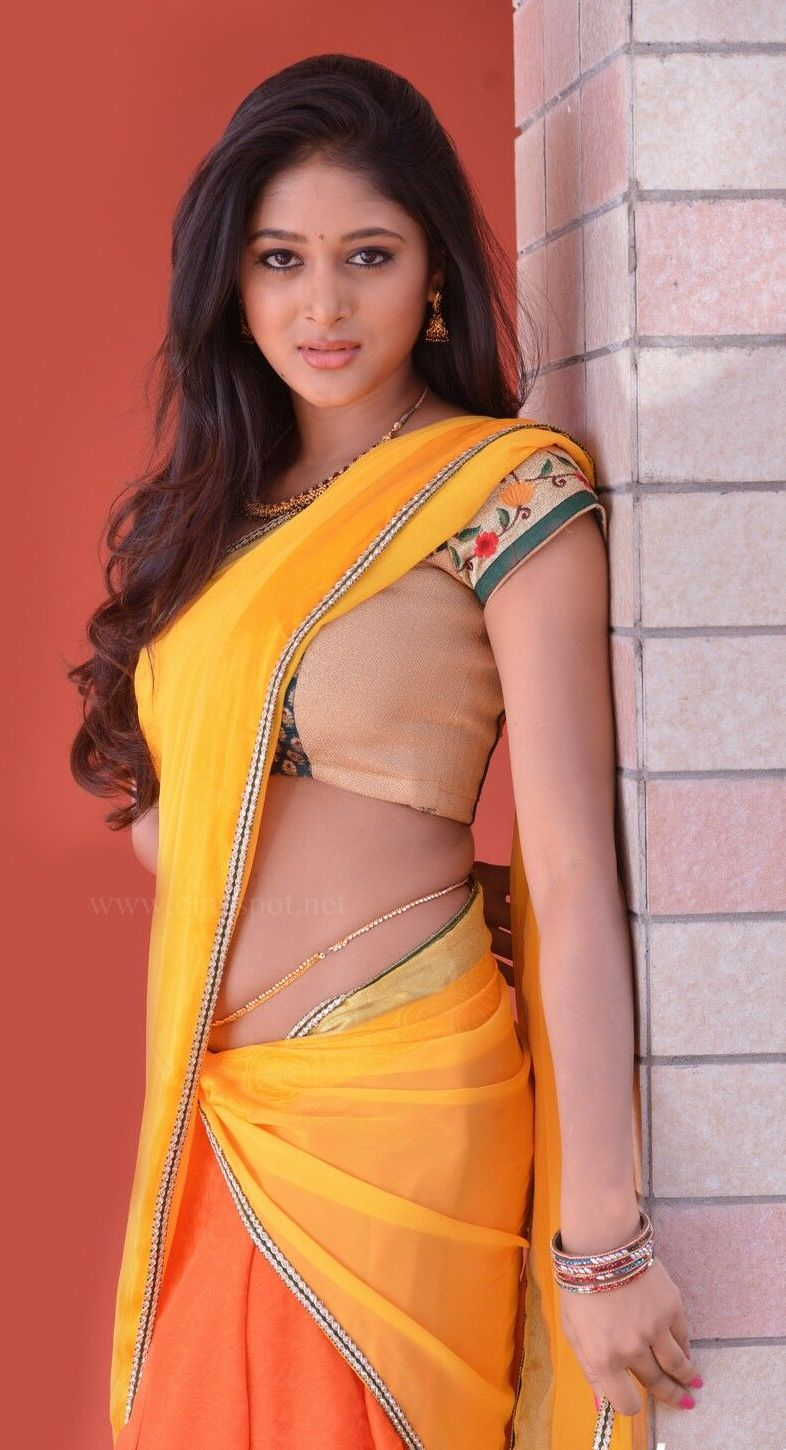
Сушма Радж в «Джору»

Сушма Радж (англ. Sushma Raj, род. 19 января 1991, Бангалор) — индийская актриса, работавшая в киноиндустрии на тамильском языке, телугу и каннада.

## Карьера
Сушма Радж родилась и живёт в Бангалоре и получила степень в области дизайна одежды, прежде чем стать актрисой. Сушма дебютировала в кино в романтическом фильме на языке каннада «Мадаранги» (2013), за который она получила положительные отзывы. Фильм имел скромный релиз, но стал хитом в прокате и привёл к новым предложениям для актрисы. Прорывной для Радж стала её роль в романтическом триллере на телугу «Маая» (2014) Дж. Нилаканта Редди. Чтобы добиться роли и приступить к съёмкам в этом фильме, актриса прошла прослушивание и участвовала в мастер-классах. Критик отметил, что Сушма «довольно комфортно справляется со своей ролью и ей удается без напряжения показывать вариации своего характера» и что «она искренна и играет свою роль естественно». Впоследствии она была замечена в «Джору» (Joru) с Сундипом Кишаном, хотя фильм не имел кассовых сборов.
Затем Сушма появилась в тамильской романтической комедии «Индия, Пакистан» (2015) вместе с Виджаем Энтони и получила положительные отзывы за роль юриста. Критик Sify.com отметил, что Сушма «хорошо эмоциональна и идеально подходит для этой роли», и сравнил её внешность с Анушкой Шетти.

## Фильмография
Фильмы
| Год  | Фильм                      | Роль    | Язык       | Прим.                                                           |
| ---- | -------------------------- | ------- | ---------- | --------------------------------------------------------------- |
| 2013 | Chatrigalu Saar Chatrigalu |         | каннада    |                                                                 |
| 2013 | Madarangi                  |         | каннада    |                                                                 |
| 2014 | Маая                       | Пуджа   | телугу     |                                                                 |
| 2014 | Joru                       | Шрути   | телугу     |                                                                 |
| 2015 | Индия, Пакистан            | Мелина  | тамильский | номинирована на Лучшую актрису-дебютантку (на тамильском языке) |
| 2016 | Nayaki                     | Сандхья | телугу     |                                                                 |
| 2016 | Nayagi                     | Сандхья | тамильский |                                                                 |
| 2016 | Eedu Gold Ehe              | Джита   | телугу     |                                                                 |
| 2016 | Jindhaa                    |         | тамильский | Съёмки фильма                                                   |